# Phoenicopteriformes
Phoenicopteriformes je red ptica koji dobiva ime po plamencima (Phoenicopteridae), a uključuje i fosilne vrste porodica a) Palaelodidae s rodovima Adelalopus i Megapaloelodus i b) Scaniornithidae s rodovima Gallornis i Scaniornis. Rod Palaelodus drugi izvori navode da pripada porodici Palaelodidae, dok ga ASvibase klasificira porodici plamenaca ili Phoenicopteridae. Rod Leakeyornis opisali su Rich & Walker, 1983 †, i smjestili također porodici Phoenicopteridae. Ova ptica živjela je u miocenu u istočnoj Africi.
Porodica Phoenicopteridae obuhvaća rodove Phoenicopterus, Phoeniconaias, Phoenicoparrus, Juncitarsus, Palaelodus, Megapalaelodus, Phoeniconotius, Elornis
- Juncitarsus merkeli
- Phoenicoparrus jamesi, Laguna de Salinas, Arequipa, Peru